# Petr Dostál
Petr Dostál (11. února 1947 Praha – 1. června 2021 Vrané nad Vltavou) byl český regionální a politický geograf, profesor na Přírodovědecké fakultě Univerzity Karlovy a na Univerzitě J. E. Purkyně v Ústí nad Labem. Dlouhodobě se zabýval kulturními, politickými a ekonomickými aspekty společenských změn v Evropské unii, post-komunistické Evropě i specificky v samotném Česku. Předmětem jeho zájmu byl rovněž vývoj geografických systémů v kontextu rizikových procesů.

## Biografie
Narodil se v Praze, ale dětství prožil v Děčíně, kde maturoval na střední škole (SVVŠ) v roce 1965. V letech 1965–1968 studoval obor odborná geografie na Přírodovědecké fakultě Univerzity Karlovy. Během studií se aktivně účastnil pražského jara v rámci studentského hnutí, po jehož potlačení emigroval do Nizozemska v září 1968.
Po emigraci do Nizozemska dostudoval obor sociální geografie na Státní univerzitě v Groningenu (1972, titul M.A.). V letech 1972–1998 působil na Amsterdamské univerzitě jako odborný asistent a univerzitní docent v oborech sociální a ekonomická geografie. Doktorát získal na fakultě ekonomických věd a ekonometrie Amsterodamské university. Po sametové revoluci se začal vracet do Prahy a koordinoval v letech 1990–1994 rozsáhlý mezinárodní projekt financovaný nizozemskou vládou a orientovaný na posílení výzkumu a výuky se zaměřením na reformy místní a regionální správy a samosprávy v období transformace. Od roku 1990 externě vyučoval na katedře sociální geografie a regionálního rozvoje Přírodovědecké fakulty Univerzity Karlovy, kde se v roce 1992 habilitoval pro obor regionální rozvoj a prostorové plánování a kde v roce 1998 získal titul profesor sociální geografie.
Od roku 1998 vyučoval na katedře Sociální geografie a regionálního rozvoje Přírodovědecké fakulty Univerzity Karlovy předměty Politická geografie, Dějiny myšlení sociální a regionální geografie, Sociální a ekonomická geografie evropské integrace a vedl řadu doktorandů. Zároveň působil na katedře arts managementu Vysoké školy ekonomické v Praze a na katedře geografie Přírodovědecké fakulty Univerzity J. E. Purkyně v Ústí nad Labem. V letech 2002–2008 byl předsedou a členem komise pro sociální vědy v Radě vlády České republiky pro výzkum a vývoj.
V letech 1992–2008 byl výkonným člen komisí Geography and Public Administration, Public Policy a Governance Mezinárodní geografické unie (IGU). Od roku 2009 byl členem IGU komise Geography and Governance. Byl také členem redakčních rad časopisů Belgian Journal of Geography (Brusel) a Migracijske i etničke teme (Záhřeb).
Je autorem desítek textů publikovaných v impaktovaných mezinárodních časopisech a knihách, a též autorem, spoluautorem či editorem 14 knižních publikací. Byl vedoucím a členem řešitelských týmů velkých domácích projektů (např. projekt Geografické systémy a rizikové procesy v kontextu globálních změn a evropské integrace, 2005–2008, MŠMT a projekt Efektivní metodiky podpory malých a středních subjektů sektoru kultury v prostředí národní a evropské ekonomiky, 2012–2015, Ministerstvo kultury).
Hovořil pěti jazyky (česky, nizozemsky, anglicky, německy a rusky). Ve volném čase se věnoval alpinismu (hlavně v Alpách) a pokusům implementace holandských květin (hlavně orchidejí) v drsném českém klimatu.

## Výběr posledních publikací
Knihy
- DOSTÁL, P., ČERNÁ, J., a kol. (2015) Marketingové řízení divadel. Jak vnímají návštěvnící divadlo? Jak vnímá divadlo návstěvníky? Nakladatelství Melandrium, Slaný, 229 stran.
- DOSTÁL, P., ČERNÁ, J., a kol. (2014) Marketingové řízení památkových objektů. Ekopress, Praha.
- DOSTÁL, P., DIANOVÁ, M., et al. (2014): Applied Cultural Economics: surveys across Europe and in Czech municipalities. Nakladatelství Melandrium, Slaný, 219 stran.
- DOSTÁL, P., KISLINGEROVÁ, E. a kol. (2012): Ekonomika kultury. Efektivní metody a nástroje podnikání v sektoru kultury. Nakladatelství Oeconomica, Praha, 172 stran.
- DOSTÁL, P., DIANOVÁ, M., HANZLÍK, J. (eds.) (2012): The European Context of Czech Cultural Sector. Nakladatelství Melandrium, Slaný, 175 stran.
- ANDĚL, J., BIČÍK, I., DOSTÁL, P., LIPSKÝ, Z., SHAHNESHIN, S.G.,eds.(2010) Landscape Modelling: Geographical Space, Transformation and Future Scenarios. Springer Science Publisher, New York, 236 s.
- DOSTÁL, P. (2010): Risks of a Stalemate in the European Union: A Macro-Geography of Current Public Opinion Across Enlarging European Union in the Era of Globalisation. Geographica – Ediční řada České geografické společnosti, Praha, 135 s.
- DOSTÁL, P. (2010): Multi-Speed European Union: Differentiated Integration and Spatial Development. Geographica – Ediční řada České geografické společnosti, Praha, 115 s.
- DOSTÁL, P. ed. (2008): Evolution of Geographical Systems and Risk Processes in the Global Context, Nakladatelství P3K, Praha, 171 s.
- DOSTÁL, P., LANGHAMMER, J. eds. (2007): Modelling Natural Environment and Society. Nakladatelství P3K, Praha, 283 s.

Odborné články
- DOSTÁL, P., JELEN, L. (2015): De-Russianisation of the Western Post-Soviet Space: Between the Thick and Thin Nationalising Processes. In: Geopolitics, vol. 20, no. 4, pp. 757–792.
- DOSTÁL, P. (2015): Austria and Europe: reflections on relevant regional and social geographies by Elisabeth Lichtenberger In: Mitteilungen der Österreichischen Geographischen Gesellschaft, vol. 157.
- DOSTÁL, P. (2013): Multi-Spead European Union: The Schengen Agreement and perceptions of its spatiality in Central Europe. In: Mitteilungen der Österreichischen Geographischen Gesellschaft, vol. 155, s. 27–44.
- DOSTÁL, P., AKCALI, E., ANTONISCH, M. (2011): Turkey’s bid for European Union membership: between „thick“ and „thin“ conceptions of Europe. In: Eurasian Geography and Economics, vol. 52 (2), s. 196–216.
- DOSTÁL, P., HAMPL, M. (2007): Geography and territorial administration in the Czech Republic: issues of fragmentation and recaling. In: AUC – Geographica, 42, č. 1–2, s. 3–22
- HAMPL, M., DOSTÁL, P., DRBOHLAV, D. (2007): Social and Cultural Geography in the Czech Republic: Under Pressures of Globalization and Post-Totalitarian Transformation. In: Social and Cultural Geography, 8, č. 3, s. 475–493.
- DOSTÁL, P. (2006): Quo vadis European Union: The core, peripheries and public opinion. In: Acta Geographica Universitatis Comenianae, 2006, č. 48, s. 5–31.
- DOSTÁL, P. (2005): Socio-geographical systems, institutional mechanisms and risk processes. In: AUC | Geographica, 40, č. 1–2, s. 5–23.
- DOSTÁL, P. (2005): Uncertainties of public opinion on energy consumption across enlarged European Union: an explanatory analysis. In: AUC | Geographica, 40, č. 1–2, s. 24–45.